# Sophie Caldwell Hamilton
Pour les articles homonymes, voir Caldwell.
Sophie Caldwell Hamilton, née le 22 mars 1990 à Rutland, est une fondeuse américaine, spécialiste du sprint. elle remporte sa première victoire dans l'élite en 2016, gagnant un sprint sur le Tour de ski, puis une deuxième victoire en 2018.

## Biographie
Elle dispute sa première compétition officielle junior en 2005 en Suède et s'y impose à l'occasion d'un sprint.
Sophie Caldwell obtient sa première sélection aux Championnats du monde junior en 2008. Elle étudie la psychologie au Dartmouth College en marge de sa pratique sportive, devenant cinq fois All American.. Son grand-père John Caldwell a participé aux Jeux olympiques d'hiver de 1952. Elle est aussi la nièce du fondeur Tim Caldwell et cousine de Patrick Caldwell.
Elle démarre en Coupe du monde en décembre 2012 à Québec (14e du sprint) et monte sur son premier podium individuel en mars 2014 lors du sprint libre de Lahti. Elle est notamment finaliste du sprint libre des Jeux olympiques d'hiver de 2014 et des Championnats du monde 2017 (6e). Aux Jeux olympiques d'hiver de 2018, à Pyeongchang, elle se classe huitième du sprint classique (demi-finaliste) et cinquième du sprint par équipes.
Elle a gagné une étape du Tour de ski 2016, le sprint classique d'Oberstdorf. En 2018, elle remporte sa première victoire sur un sprint de Coupe du monde, à part entière, à Seefeld. Elle l'hiver au troisième rang du classement des sprints derrière Maiken Caspersen Falla et Stina Nilsson
C'est lors de la saison 2018-2019 que Caldwell réalise son deuxième meilleur bilan dans la Coupe du monde, terminant deuxième des sprints libres de Davos, Val Müstair et Lahti, ce qui la propulse au quatrième rang du classement de la spécialité.
En décembre 2020, elle est deuxième du sprint de Dresde. Il s'agit de son septième et dernier podium en Coupe du monde, car elle prend sa retraite sportive à l'issue de cet hiver, en même temps que son mari et fondeur Simi Hamilton.

## Palmarès

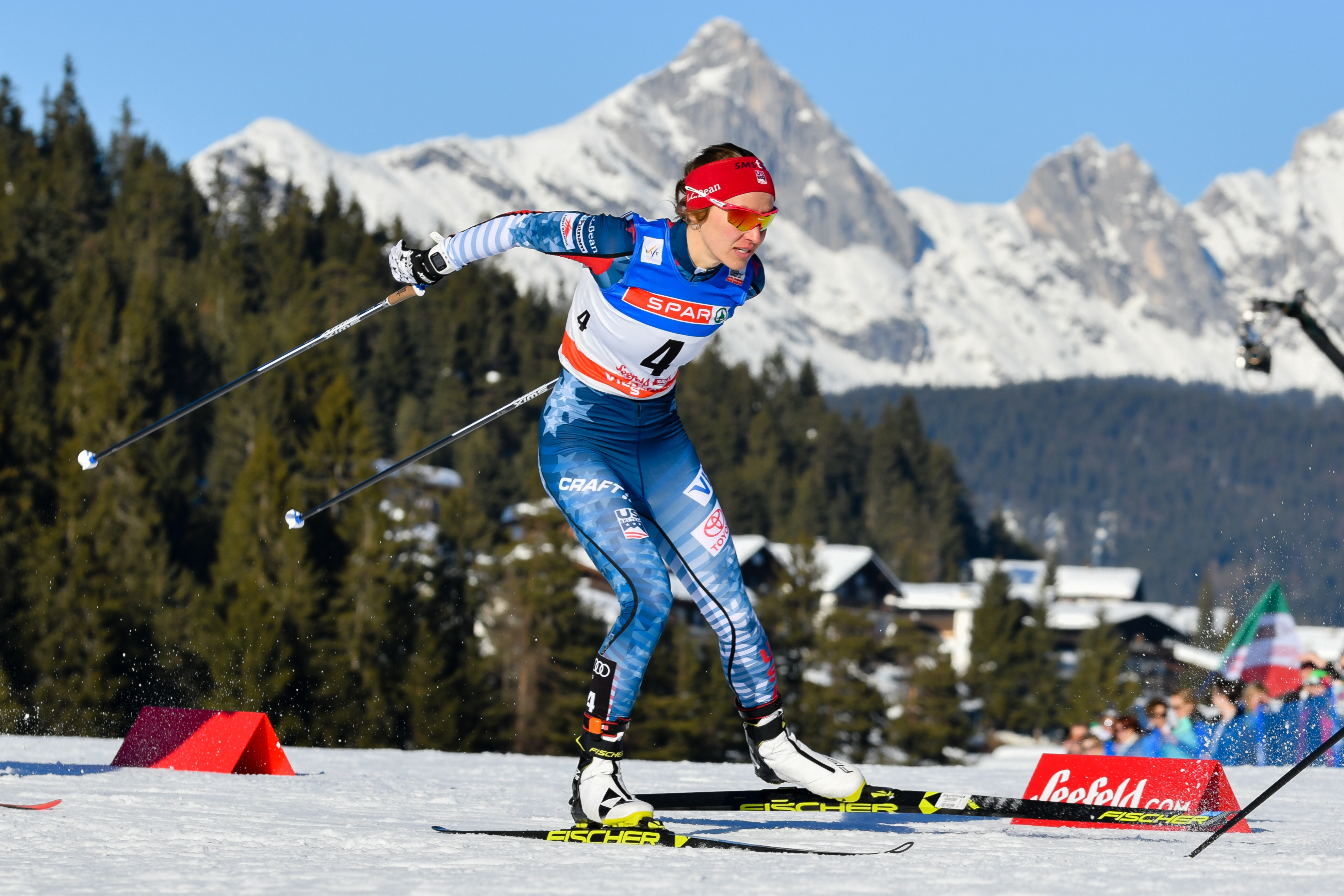
Sophie Caldwell en course. Janvier 2018.

### Jeux olympiques
| Épreuve / Édition   | Sprint                           | Sprint                           | 10 km                            | 10 km                            | Skiathlon 2 × 7,5 km | 30 km | Relais | Relais   |
| Épreuve / Édition   | libre                            | classique                        | libre                            | classique                        | Skiathlon 2 × 7,5 km | 30 km | Sprint | 4 × 5 km |
| JO 2014 Sotchi      | 6e                               | Épreuve inexistante à cette date | Épreuve inexistante à cette date | 32e                              | —                    | —     | 8e     | —        |
| JO 2018 Pyeongchang | Épreuve inexistante à cette date | 8e                               | —                                | Épreuve inexistante à cette date | —                    | -     | -      | 5e       |

Légende :
- : pas d'épreuve
- — :  Épreuve non disputée par Sophie Caldwell

### Championnats du monde
| Épreuve / Édition           | Sprint                           | Sprint                           | 10 km                            | 10 km                            | Skiathlon 2 × 7,5 km | 30 km | Relais | Relais   |
| Épreuve / Édition           | libre                            | classique                        | libre                            | classique                        | Skiathlon 2 × 7,5 km | 30 km | Sprint | 4 × 5 km |
| Mondiaux 2013 Val di Fiemme | Épreuve inexistante à cette date | 20e                              | —                                | Épreuve inexistante à cette date | —                    | —     | —      | —        |
| Mondiaux 2015 Falun         | Épreuve inexistante à cette date | 10e                              | —                                | Épreuve inexistante à cette date | —                    | —     | 8e     | —        |
| Mondiaux 2017 Lahti         | 6e                               | Épreuve inexistante à cette date | Épreuve inexistante à cette date | —                                | —                    | —     | —      | —        |
| Mondiaux 2019 Seefeld       | 14e                              | Épreuve inexistante à cette date | Épreuve inexistante à cette date | 29e                              | -                    | -     | -      | -        |
| Mondiaux 2021 Oberstdorf    | Épreuve inexistante à cette date | 29e                              | —                                | Épreuve inexistante à cette date | —                    | —     | -      | —        |

Légende :
- — :  Épreuve non disputée par Sophie Caldwell
- : pas d'épreuve

### Coupe du monde
- Meilleur classement général : 19e en 2018.
- Meilleur classement en sprint : 3e en 2018.
- 7 podiums individuels : 1 victoire, 3 deuxièmes places et 3 troisièmes places.
- 4 podiums par équipes : 2 deuxièmes places et 2 troisièmes places.

#### Courses par étapes
- 3 podiums, dont 1 victoire d'étape.
- Tour de ski : 3 podiums d'étape, dont 1 victoire (sprint classique à Oberstdorf en 2015-2016).

#### Détail des victoires individuelles
| Épreuve / Édition | Sprint           | Sprint    |
| Épreuve / Édition | Libre            | Classique |
| 2017-18           | Seefeld in Tirol |           |

##### Victoires d'étapes
| Date           | Lieu       | pays      | Compétition | Discipline |
| -------------- | ---------- | --------- | ----------- | ---------- |
| 5 janvier 2016 | Oberstdorf | Allemagne | Tour de Ski | SP TC      |

Légende :

TC = classique

TL = libre

MS = départ en masse

HS = départ avec handicap

PU = poursuite

#### Classements détaillés
| Saison / Épreuve | Général | Général | Distance | Distance | Sprint | Sprint |
| ---------------- | ------- | ------- | -------- | -------- | ------ | ------ |
| Saison / Épreuve | Place   | Points  | Place    | Points   | Place  | Points |
| 2013             | 87e     | 26      | -        | -        | 53e    | 26     |
| 2014             | 23e     | 280     | 47e      | 43       | 8e     | 237    |
| 2015             | 53e     | 110     | -        | -        | 20e    | 110    |
| 2016             | 27e     | 307     | 75e      | 4        | 7e     | 303    |
| 2017             | 33e     | 201     | -        | -        | 11e    | 201    |
| 2018             | 19e     | 419     | 61e      | 23       | 3e     | 396    |
| 2019             | 21e     | 371     | -        | -        | 4e     | 371    |
| 2020             | 25e     | 348     | 69e      | 10       | 6e     | 338    |
| 2021             | 32e     | 171     | -        | -        | 10e    | 171    |